# Явор (місто)
Я́вор (пол. Jawor, нім. Jauer) — місто в південно-західній Польщі, на річці Нисі-Шальоній.
Адміністративний центр Яворського повіту Нижньосілезького воєводства.

## Демографія
Демографічна структура станом на 31 березня 2011 року:
|          | Загалом | Допрацездатний вік | Працездатний вік | Постпрацездатний вік |
| -------- | ------- | ------------------ | ---------------- | -------------------- |
| Чоловіки | 11699   | 2012               | 8659             | 1028                 |
| Жінки    | 12641   | 1959               | 7917             | 2765                 |
| Разом    | 24340   | 3971               | 16576            | 3793                 |

## Галерея

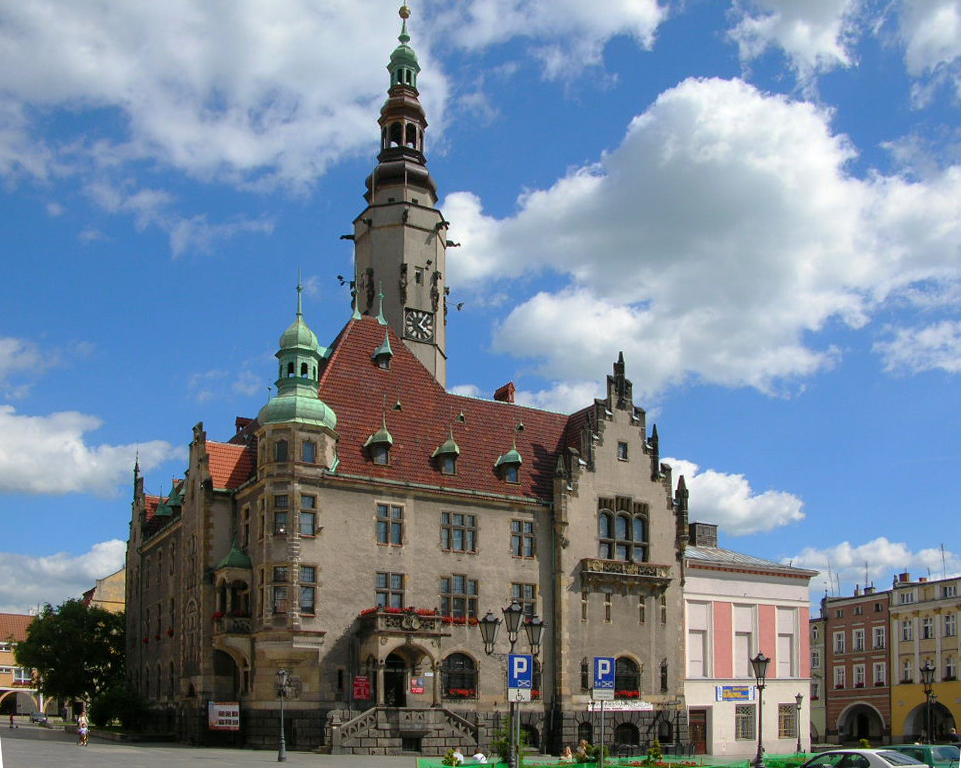
Ратуша
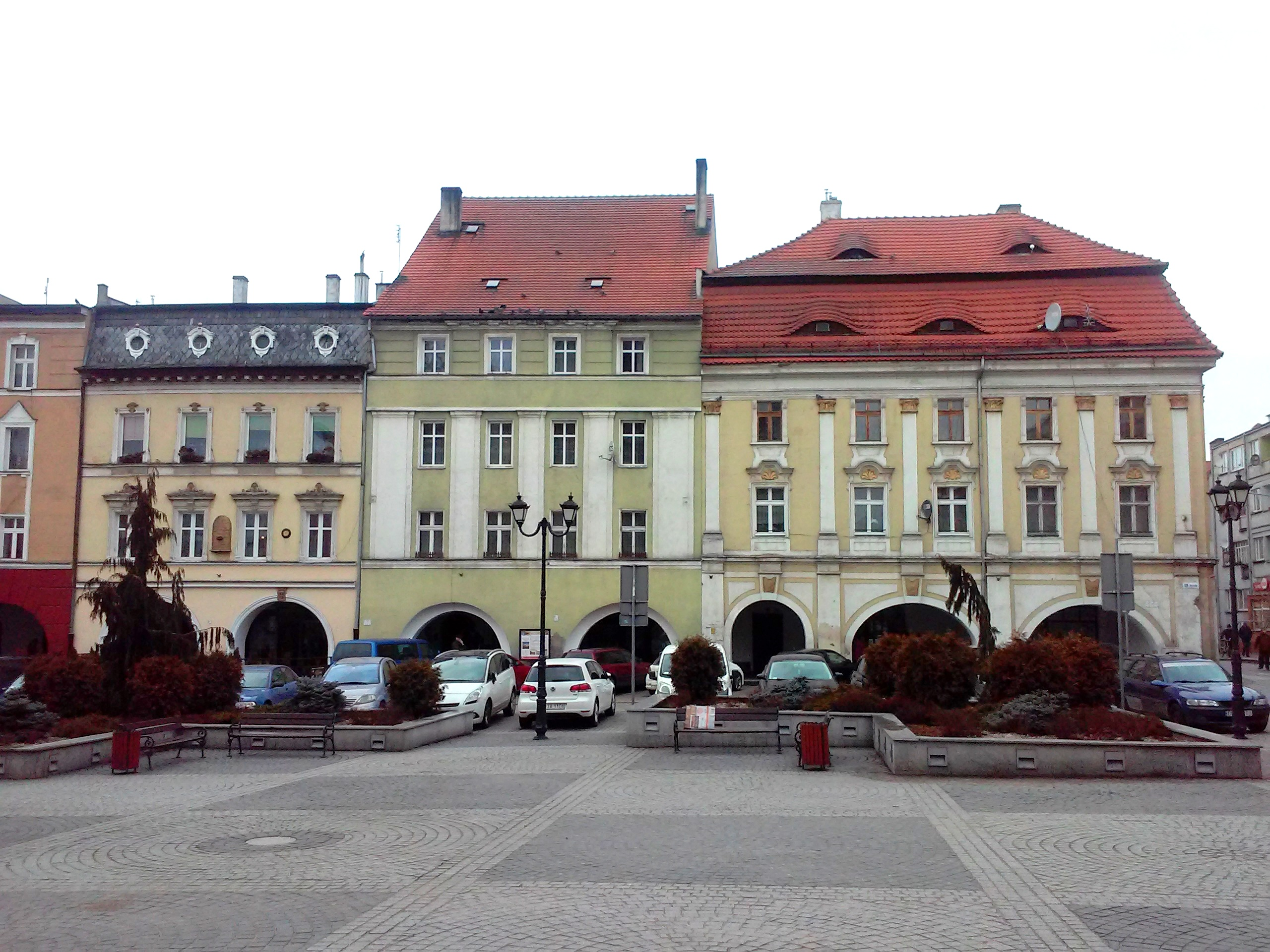
Будинки на Площі Ринок
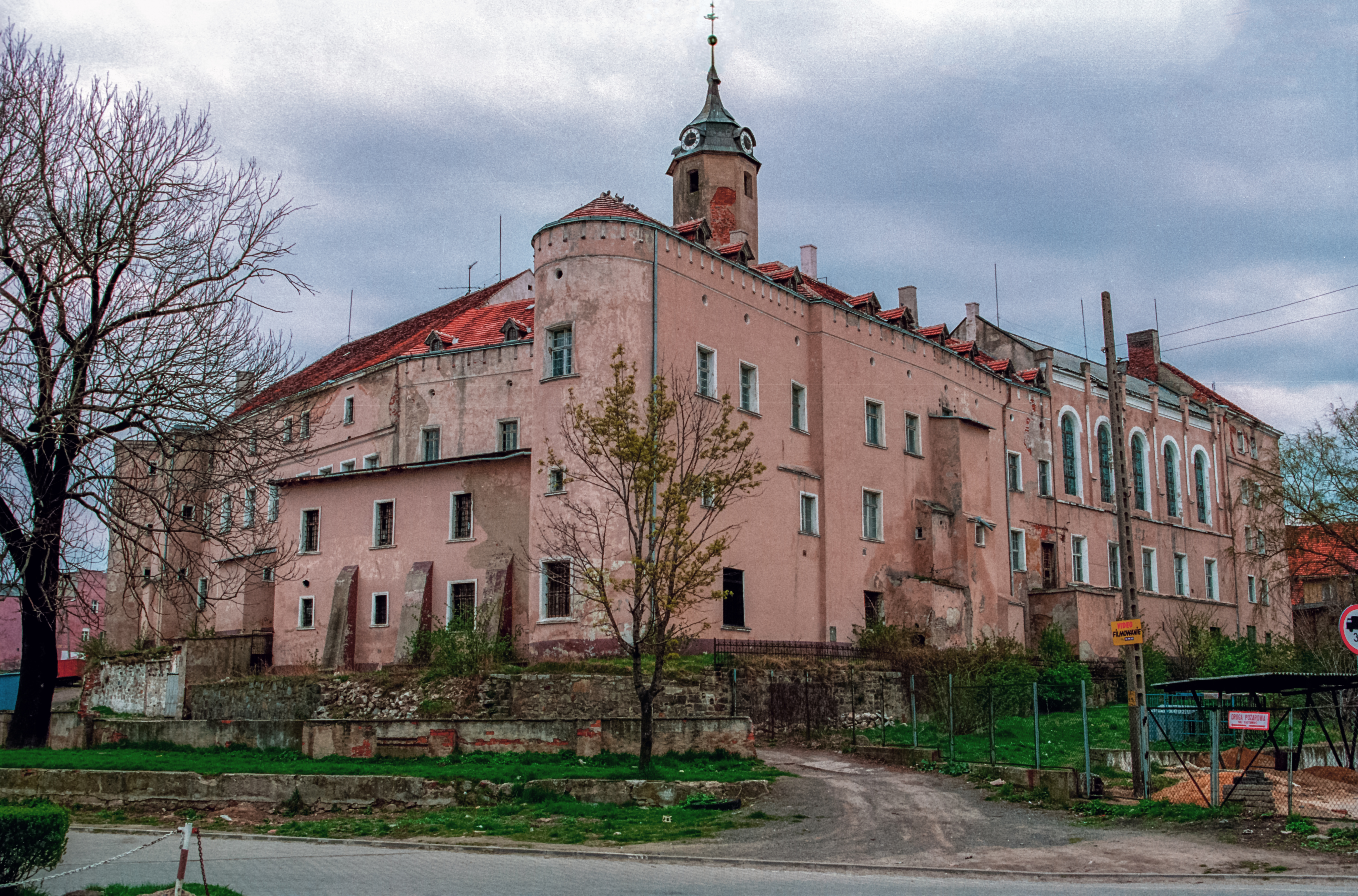
Замок
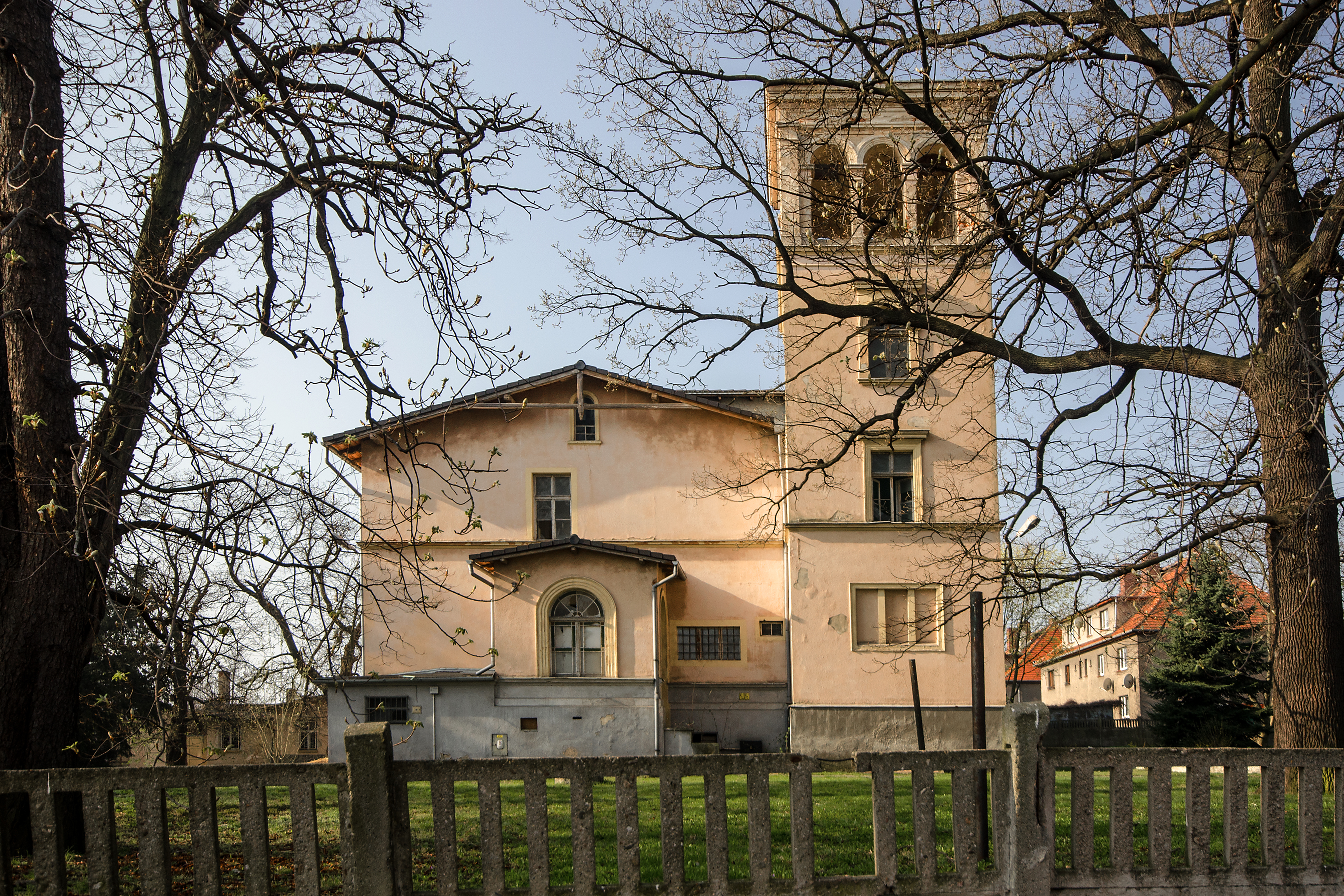
Вілла
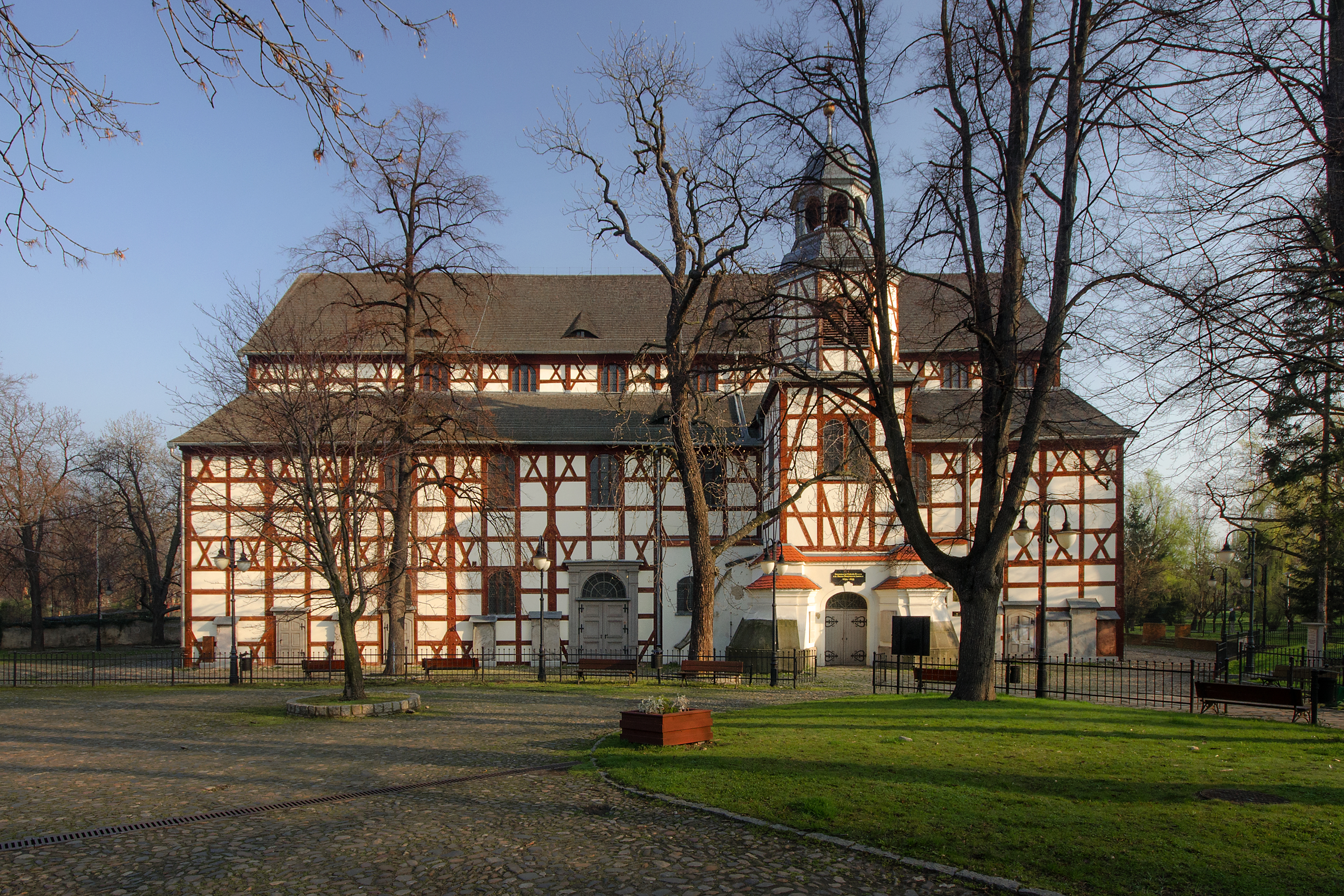
Церква миру у Яворі
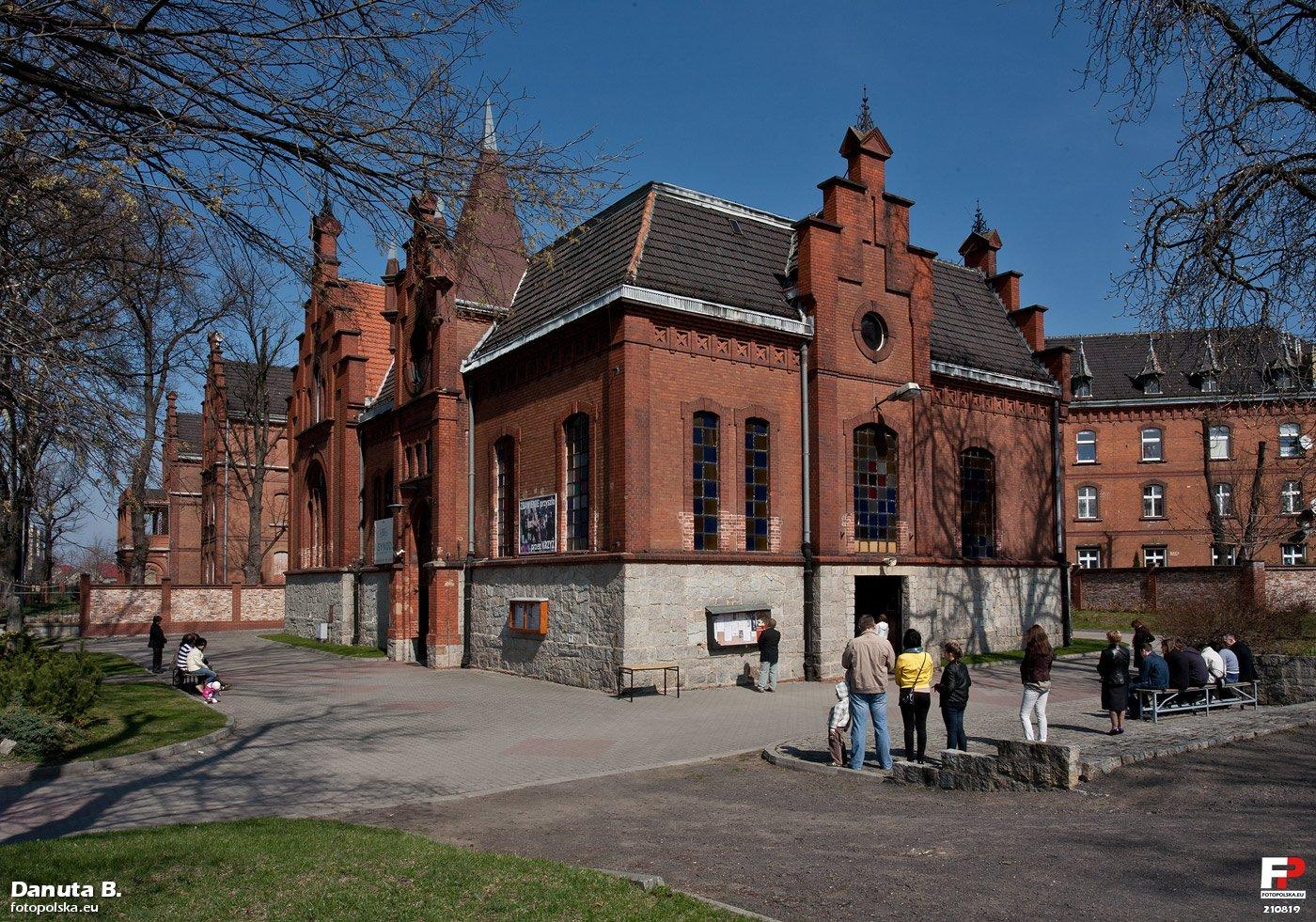
Церква Божого Милосердя
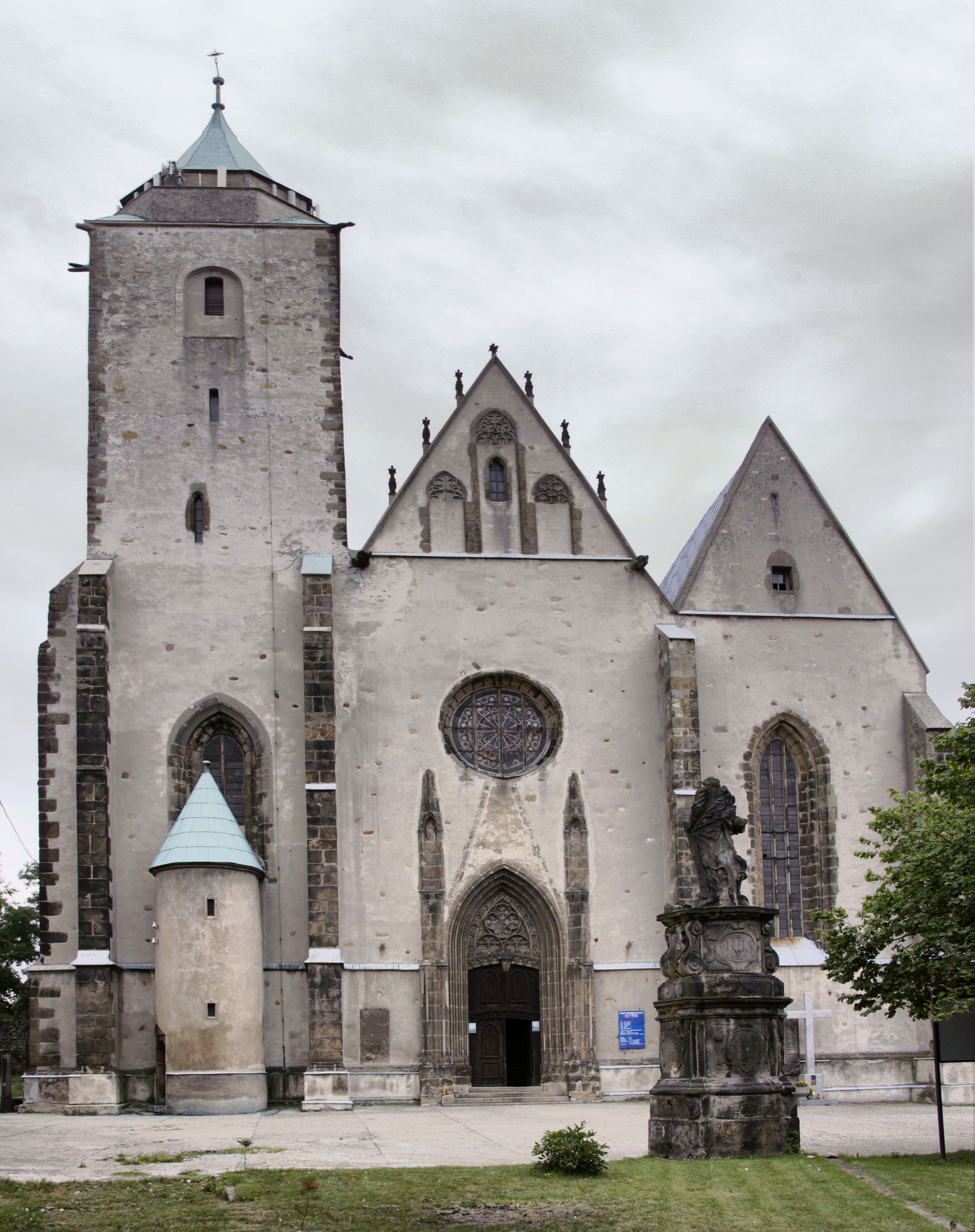
Церква Св. Мартина
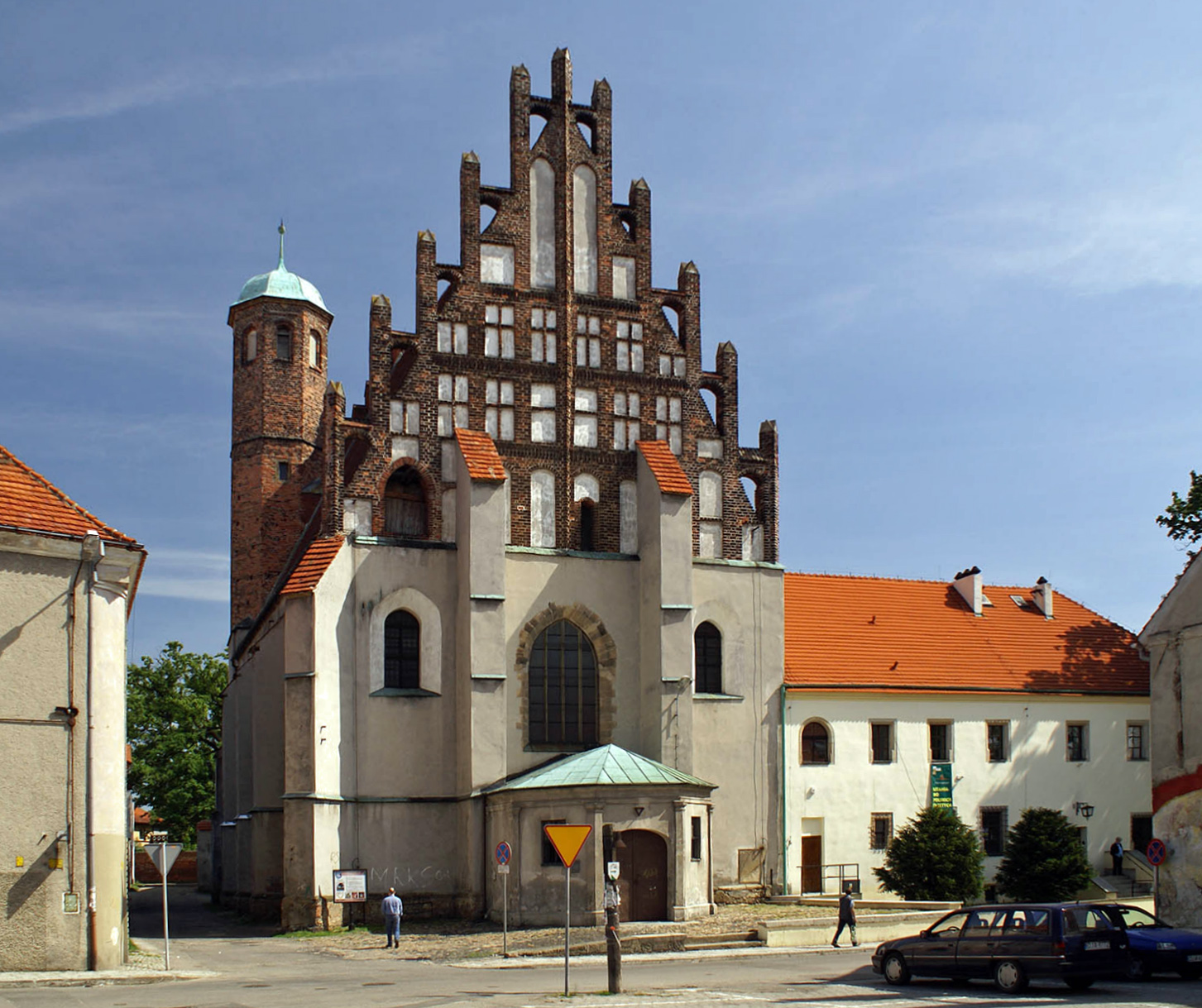
Монастирська церква